# Primaria Popular de Francia de 2022
| \| Christiane Taubira – WAL \| Christiane Taubira – WAL \| Christiane Taubira – WAL \| Christiane Taubira – WAL \| Christiane Taubira – WAL \| \| ------------------------ \| ------------------------ \| ------------------------ \| ------------------------ \| ------------------------ \| \| \| \| \| \| \| \| Muy bien \| Muy bien \| \| 49.41 % \| 49.41 % \| \| Bien \| Bien \| \| 18.01 % \| 18.01 % \| \| Bueno \| Bueno \| \| 11.68 % \| 11.68 % \| \| Aceptable \| Aceptable \| \| 7.91 % \| 7.91 % \| \| Insuficiente \| Insuficiente \| \| 12.99 % \| 12.99 % \| |              |  |         |         |
| Christiane Taubira – WAL |              |  |         |         |
| |              |  |         |         |
| Muy bien | Muy bien     |  | 49.41 % | 49.41 % |
| Bien | Bien         |  | 18.01 % | 18.01 % |
| Bueno | Bueno        |  | 11.68 % | 11.68 % |
| Aceptable | Aceptable    |  | 7.91 %  | 7.91 %  |
| Insuficiente | Insuficiente |  | 12.99 % | 12.99 % |

| \| Yannick Jadot – EELV \| Yannick Jadot – EELV \| Yannick Jadot – EELV \| Yannick Jadot – EELV \| Yannick Jadot – EELV \| \| -------------------- \| -------------------- \| -------------------- \| -------------------- \| -------------------- \| \| \| \| \| \| \| \| Muy bien \| Muy bien \| \| 21.57 % \| 21.57 % \| \| Bien \| Bien \| \| 23.11 % \| 23.11 % \| \| Bueno \| Bueno \| \| 20.57 % \| 20.57 % \| \| Aceptable \| Aceptable \| \| 15.54 % \| 15.54 % \| \| Insuficiente \| Insuficiente \| \| 19.21 % \| 19.21 % \| |              |  |         |         |
| Yannick Jadot – EELV |              |  |         |         |
| |              |  |         |         |
| Muy bien | Muy bien     |  | 21.57 % | 21.57 % |
| Bien | Bien         |  | 23.11 % | 23.11 % |
| Bueno | Bueno        |  | 20.57 % | 20.57 % |
| Aceptable | Aceptable    |  | 15.54 % | 15.54 % |
| Insuficiente | Insuficiente |  | 19.21 % | 19.21 % |

| \| Jean-Luc Mélenchon – LFI \| Jean-Luc Mélenchon – LFI \| Jean-Luc Mélenchon – LFI \| Jean-Luc Mélenchon – LFI \| Jean-Luc Mélenchon – LFI \| \| ------------------------ \| ------------------------ \| ------------------------ \| ------------------------ \| ------------------------ \| \| \| \| \| \| \| \| Muy bien \| Muy bien \| \| 20.49 % \| 20.49 % \| \| Bien \| Bien \| \| 15.33 % \| 15.33 % \| \| Bueno \| Bueno \| \| 16.73 % \| 16.73 % \| \| Aceptable \| Aceptable \| \| 18.29 % \| 18.29 % \| \| Insuficiente \| Insuficiente \| \| 29.16 % \| 29.16 % \| |              |  |         |         |
| Jean-Luc Mélenchon – LFI |              |  |         |         |
| |              |  |         |         |
| Muy bien | Muy bien     |  | 20.49 % | 20.49 % |
| Bien | Bien         |  | 15.33 % | 15.33 % |
| Bueno | Bueno        |  | 16.73 % | 16.73 % |
| Aceptable | Aceptable    |  | 18.29 % | 18.29 % |
| Insuficiente | Insuficiente |  | 29.16 % | 29.16 % |

| \| Pierre Larrouturou – ND \| Pierre Larrouturou – ND \| Pierre Larrouturou – ND \| Pierre Larrouturou – ND \| Pierre Larrouturou – ND \| \| ----------------------- \| ----------------------- \| ----------------------- \| ----------------------- \| ----------------------- \| \| \| \| \| \| \| \| Muy bien \| Muy bien \| \| 13.37 % \| 13.37 % \| \| Bien \| Bien \| \| 14.53 % \| 14.53 % \| \| Bueno \| Bueno \| \| 19.42 % \| 19.42 % \| \| Aceptable \| Aceptable \| \| 18.11 % \| 18.11 % \| \| Insuficiente \| Insuficiente \| \| 34.58 % \| 34.58 % \| |              |  |         |         |
| Pierre Larrouturou – ND |              |  |         |         |
| |              |  |         |         |
| Muy bien | Muy bien     |  | 13.37 % | 13.37 % |
| Bien | Bien         |  | 14.53 % | 14.53 % |
| Bueno | Bueno        |  | 19.42 % | 19.42 % |
| Aceptable | Aceptable    |  | 18.11 % | 18.11 % |
| Insuficiente | Insuficiente |  | 34.58 % | 34.58 % |

| \| Anne Hidalgo – PS \| Anne Hidalgo – PS \| Anne Hidalgo – PS \| Anne Hidalgo – PS \| Anne Hidalgo – PS \| \| ----------------- \| ----------------- \| ----------------- \| ----------------- \| ----------------- \| \| \| \| \| \| \| \| Muy bien \| Muy bien \| \| 6.33 % \| 6.33 % \| \| Bien \| Bien \| \| 13.35 % \| 13.35 % \| \| Bueno \| Bueno \| \| 20.70 % \| 20.70 % \| \| Aceptable \| Aceptable \| \| 23.80 % \| 23.80 % \| \| Insuficiente \| Insuficiente \| \| 35.81 % \| 35.81 % \| |              |  |         |         |
| Anne Hidalgo – PS |              |  |         |         |
| |              |  |         |         |
| Muy bien | Muy bien     |  | 6.33 %  | 6.33 %  |
| Bien | Bien         |  | 13.35 % | 13.35 % |
| Bueno | Bueno        |  | 20.70 % | 20.70 % |
| Aceptable | Aceptable    |  | 23.80 % | 23.80 % |
| Insuficiente | Insuficiente |  | 35.81 % | 35.81 % |

La Primaria Popular de Francia de 2022 es un proceso de nominación iniciado por activistas independientes para nominar a un candidato de izquierda para las elecciones presidenciales de Francia de 2022.
Este proceso se llevó a cabo en dos pasos: primero un patrocinio en línea de candidatos potenciales, iniciado en julio de 2021 y finalizado en octubre de 2021, luego un proceso votación de carácter mayoritario entre siete candidatos (tres de las cuales pidieron explícitamente no participar en el proceso) del 27 a 30 de enero de 2022.

## Historia
La iniciativa de las llamadas primarias populares fue lanzada por el colectivo Rencontre des justices, formado en octubre de 2020 por empresarios socialistas y una variedad de simpatizantes de izquierda y ecologistas.
Los activistas esperaban usar una primaria para nominar a un solo candidato de unidad que promovería una agenda progresista y proporcionaría una alternativa a la batalla entre el presidente saliente Emmanuel Macron y los extremo derechistas Marine Le Pen y Éric Zemmour. El candidato nominado aglutinaría a una izquierda fragmentada y dividida, para responder a emergencias ambientales, sociales y económicas de Francia. Esperan que el candidato logre reunir suficientes apoyos para llegar a la segunda vuelta, tras la derrota del Partido Socialista en las elecciones presidenciales de 2017.
Ningún partido político ni ninguno de los principales candidatos se comprometió con las primarias, aunque algunos no se han opuesto rotundamente, ya que quieren mantener a sus candidatos. En enero, Christiane Taubira fue la única que se comprometió a dimitir en caso de derrota, tras haber rechazado cualquier candidatura presidencial en septiembre.
Al momento de la primaria, los siguientes partidos ya habían nominado a sus candidatos:
- La Francia Insumisa ya había nominado como candidato al diputado Jean-Luc Mélenchon, que obtuvo el 19,6% en las anteriores elecciones presidenciales
- El Partido Comunista Francés también ya había hecho una nominación de su candidato por parte de sus miembros del 7 al 9 de mayo de 2021. Fabien Roussel obtuvo el 82,32% de los votos frente al 15,70% de blancos y nulos, el 1,82% a Emmanuel Dang Tran y el 0,16% a Grégoire Munck, los otros dos candidatos
- El Partido Socialista celebró sus propias primarias en octubre de 2021, en las que el 72% de los votos emitidos fueron para la alcaldesa de París Anne Hidalgo, frente al 28% para el otro candidato Stéphane Le Foll
- Europa Ecología Los Verdes organizaron colectivamente su propia primaria en septiembre de 2021, abierta a los no miembros. El 51,03% de los votos en la segunda vuelta fue para Yannick Jadot.

Jean-Luc Mélenchon manifestó su negativa a participar en las primarias, al igual que Yannick Jadot. Anne Hidalgo originalmente estaba abierta a la propuesta, pero se retractó después de ganar las primarias de su partido.
Christiane Taubira descartó la candidatura en septiembre de 2021, pero la revocó en diciembre, anunciando oficialmente su participación en las Primarias el 9 de enero de 2022.

## Candidatos
| Partido | Partido | Partido                                             | Candidatos            | Cargos ocupados                             |
| ------- | ------- | --------------------------------------------------- | --------------------- | ------------------------------------------- |
|         | DVG     | Izquierda Diversa                                   | Anna Agueb-Porterie   | Activista medioambiental                    |
|         | PS      | Partido Socialista Se oponen a las primarias        | Anne Hidalgo          | Alcaldesa de París (desde 2014)             |
|         | EELV    | Europa Ecología Los Verdes Se opone a las primarias | Yannick Jadot         | Miembro del Parlamento Europeo (desde 2009) |
|         | ND      | Nuevo Acuerdo                                       | Pierre Larrouturou    | Miembro del Parlamento Europeo (desde 2019) |
|         | DVG     | Izquierda Diversa                                   | Charlotte Marchandise | Experta en salud pública                    |
|         | LFI     | La Francia Insumisa Se opone a las primarias        | Jean-Luc Mélenchon    | Diputado por Bocas del Ródano (desde 2017)  |
|         | WAL     | Walwari                                             | Christiane Taubira    | Ministra de Justicia (2012-2016)            |